# Thronprätendent
Als Thronprätendenten bezeichnet man eine Person, die Anspruch auf einen Thron erhebt, aber nicht offiziell als Monarch anerkannt ist.
Dies gilt besonders für Erbmonarchien. Das Vorhandensein mehrerer Thronprätendenten war oft der Anlass für langwierige Bürgerkriege wie zum Beispiel die Rosenkriege im England des 15. Jahrhunderts oder die Carlistenkriege im Spanien des 19. Jahrhunderts.
Das Wort Prätendent leitet sich vom lateinischen Verb praetendere ab, was ‚beanspruchen‘ bedeutet. Es wurde über das Französische als Lehnwort „prätendieren“ ins Deutsche übernommen.

## Historische Thronprätendenten (Auswahl)
- In Frankreich standen die Orléanisten sowohl gegen die Bonapartisten als auch die Legitimisten und bildeten eine ganze Dynastie von Prätendenten.
- In Japan gab es während der Nanboku-chō-Zeit (‚Zeit der Süd- und Nordhöfe‘) eine Reihe „Gegenkaiser“ des Ashikaga-Clans, der erste von ihnen war Kaiser Kōgon.
- Herzog Ludwig I. von Anjou war 1382 Thronprätendent des Königreichs Neapel und außerdem Titularkaiser des Lateinischen Kaiserreichs.
- Der sogenannte Falsche Mustafa, auch Küçük Mustafa genannt (türkisch für ‚kleiner Mustafa‘), war Thronprätendent des Osmanischen Reichs gegen Murat II.
- Gáspár Bekes von Kornyát war von 1571 bis 1576 Thronprätendent des Fürstentums Siebenbürgen.
- António von Crato scheiterte mit seinem Versuch, sich 1580 gegen Philipp II. von Spanien die portugiesische Krone zu sichern.
- Karl VI. war vor seiner Wahl zum Kaiser Thronprätendent in Spanien.
- Die spanischen Carlisten waren eine Dynastie von Prätendenten.
- Die Jakobiten waren eine Dynastie von Prätendenten. Sie scheiterten mit ihrem Versuch, im Vereinigten Königreich eine römisch-katholische Dynastie zu etablieren.

## Thronprätendenten im 21. Jahrhundert (Auswahl)
- Alexander von Jugoslawien
- Jean d’Orléans
- Marija Wladimirowna Romanowa